# Lepadella tana
Lepadella tana är en hjuldjursart som beskrevs av Koste och Russell J.Shiel 1986. Lepadella tana ingår i släktet Lepadella och familjen Lepadellidae. Inga underarter finns listade i Catalogue of Life.